# 海尔纳德比德
海尔纳德比德，是匈牙利包尔绍德-奥包乌伊-曾普伦州所辖的一个村。总面积5.91平方公里，总人口146，人口密度24.7人/平方公里（2011年1月1日）。